# Моховое болото
Мо́ховое болото — болото на юге села Моховое Аннинского района Воронежской области России.
До XIX века Моховое болото представляло собой обширную территорию вдоль левого берега реки Курлак вплоть до современного села Старый Курлак. На востоке ограничивалось естественными преградами — небольшими холмами. На севере доходило до современного сельского дома культуры села Моховое. Болото названо так по моху, который рос на обширной территории.
С понижением грунтовых вод болото стало пересыхать. В настоящее время на юге села Моховое остались участки некогда обширного болота. В Моховое болото впадает два ручья: Крутенький и Жильцов, которые, соединяясь несут свои небольшие воды в реку Курлак на юге улицы Морозовка села Моховое.
Несколько десятилетий назад на болоте обитало много птиц: утки, гуси, куропатки, жаворонки, цапли и т. д. В настоящее время их популяции значительно сократились. Местные жители в былое время охотились на «пернатую дичь» именно на Моховом болоте.
По «моховому» болоту переименовали село Старый Курлак 2-й, которое возникло в начале XIX века на его северной оконечности, в Моховое.